# Réponse stringente
 (mars 2020).
La réponse stringente, également appelée contrôle stringent, est une réponse au stress des bactéries et des chloroplastes chez les plantes en réaction à un manque d'apport en acides aminés, une limitation en acides gras, en fer, un choc thermique et d'autres conditions de stress. La réponse stringente est signalée par l'alarmone (p)ppGpp, et module la transcription jusqu'à 1/3 de tous les gènes de la cellule. Cela entraîne à son tour la cellule à détourner les ressources allouées à la croissance et la division vers la synthèse d'acides aminés afin de favoriser la survie jusqu'à l'amélioration des conditions nutritionnelles.

## Mécanisme
Chez Escherichia coli, la production de (p)ppGpp est médiée par la protéine ribosomale L11 (rplK resp. RelC) et la (p)ppGpp synthétase I associée au ribosome, RelA ; l'ARNt déacétylé lié au site ribosomal A est le signal d'induction primaire. RelA convertit le GTP et l'ATP en pppGpp en ajoutant le pyrophosphate de l'ATP sur le carbone 3' du ribose du GTP, libérant de l'AMP. Le pppGpp est ensuite converti en ppGpp par le produit du gène gpp, libérant un Pi. Puis le ppGpp est converti en GDP par le produit du gène spoT, libérant du pyrophosphate (PPi); à partir de là, le GDP est converti en GTP par le produit du gène ndk. Enfin, le nucléoside triphosphate (NTP) fournit le Pi et est converti en nucléoside diphosphate (NDP). 
Chez d'autres bactéries, la réponse stringente est médiée par une variété de protéines RelA/SpoT Homologues (RSH), certaines n'ayant que des activités synthétiques, hydrolytiques ou les deux (Rel). 
Au cours de la réponse stringente, l'accumulation de (p)ppGpp affecte la réplication, la transcription et la traduction des processus cellulaires consommateurs de ressources. Chez les bactéries à Gram négatif (Gram -), le (p)ppGpp se lie à au moins deux sites sur l'ARN polymérase,, et modifie l'expression de centaines de gènes au niveau transcriptionnel, diminuant la synthèse de la machinerie traductionnelle (comme les ARNr et ARNt) et augmentant la transcription de certains gènes biosynthétiques,. De plus, l'initiation de nouveaux cycles de réplication est inhibée et le cycle cellulaire s'arrête jusqu'à ce que les conditions nutritionnelles s'améliorent. Les GTPases traductionnelles impliquées dans la biosynthèse des protéines sont également affectées par ppGpp, le facteur d'initiation 2 (IF2) étant l'une des nombreuses cibles,. 
Réaction chimique catalysée par RelA : 
{\displaystyle ATP+GTP\longrightarrow AMP+pppGpp}
Réaction chimique catalysée par SpoT : 
{\displaystyle ppGpp\longrightarrow GDP+PPi}
ou  
{\displaystyle pppGpp\longrightarrow GTP+Pi}